# Roberts (Montana)
Roberts é uma região censitária e comunidade não incorporada no condado de Carbon no estado norte-americano de Montana. Segundo o censo levado a cabo em 2010 tinha uma população de 361 habitantes. É sede Roberts School District, que possuía 64 alunos em 2013. A região censitária segundo o U.S. Census Bureau possui 10,32 km2 (todos de terra), correspondendo a um densidade populacional de 35 h/km2.